# Synagoge (Bełchatów)
Koordinaten: 51° 22′ 1,9″ N, 19° 22′ 19,2″ O

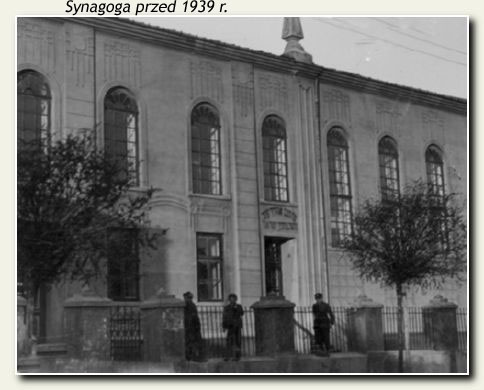
Synagoge in Bełchatów (1939)

Die Synagoge in Bełchatów (deutsch Belchatow, 1943–1945 Belchental), einer polnischen Stadt in der Woiwodschaft Łódź, wurde 1893 erbaut. Die an der Stelle einer alten Holzsynagoge gebaute Synagoge befand sich an der Kreuzung der Fabryczna- und 19.-Styczeń-Straße (früher Ewangelicka-Straße). 
Während des Zweiten Weltkriegs wurde die Synagoge von den deutschen Besatzern zerstört. Nach dem Krieg standen nur Ruinen. Die Stadtverwaltung ließ um das Jahr 1950 die Ruine abräumen und danach wurde auf dem Grundstück ein Wohnhaus errichtet.